# Ter Pannemolen

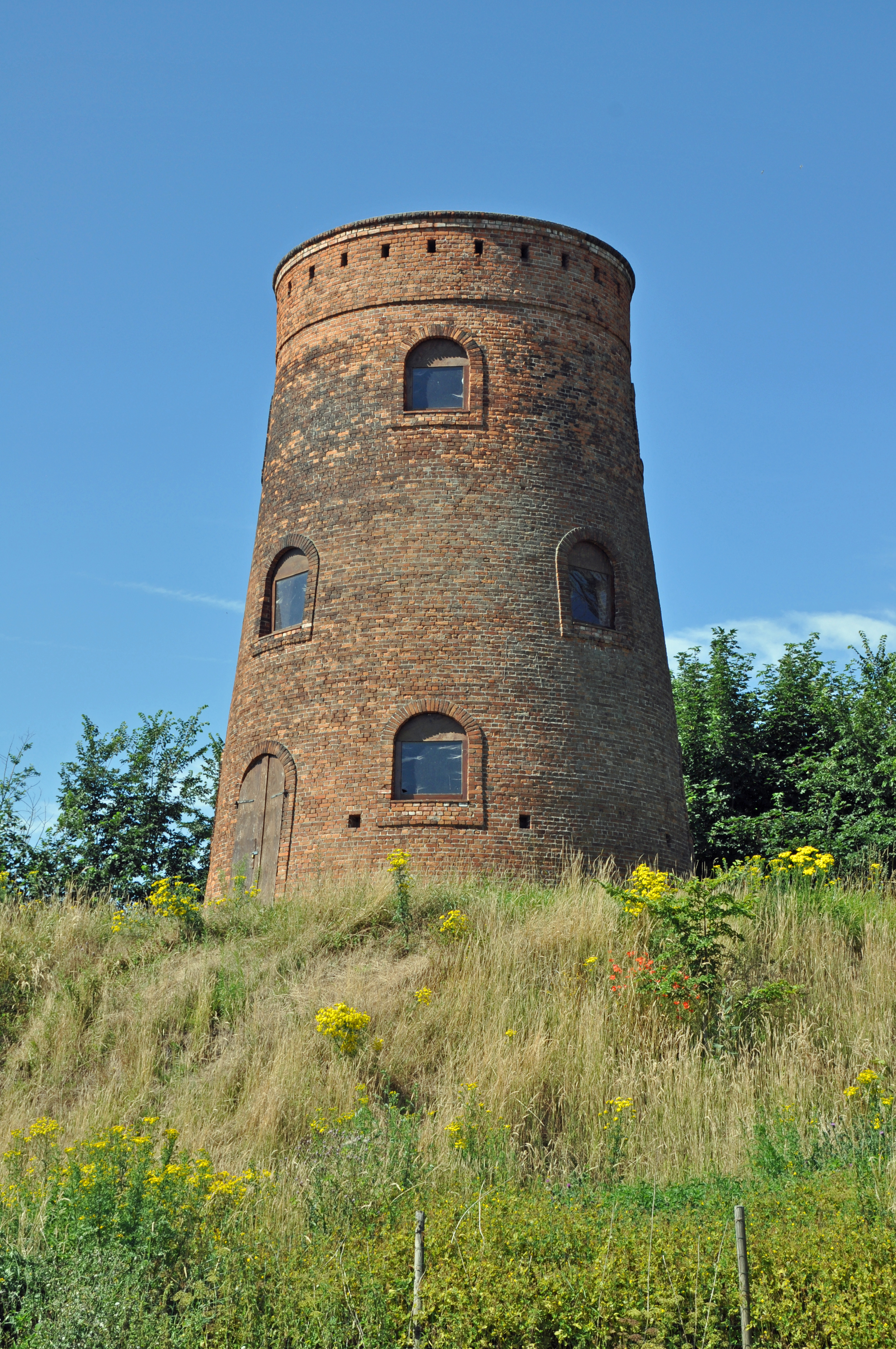
Ter Pannemolen

De Ter Pannemolen (ook: Pannemolen of Gailliaertmolen) is een molenrestant in de tot de West-Vlaamse stad Brugge behorende deelgemeente Koolkerke, gelegen aan Dudzeelse Steenweg 201.
De ronde stenen molen van het type beltmolen fungeerde als korenmolen.

## Geschiedenis
Tussen 1437 en 1447 werd hier een standerdmolen opgericht door de Heer van Dudzele. Deze molen werd in 1580 vernield, tijdens de Godsdiensttwisten. In 1625 werd op deze plaats opnieuw een standerdmolen opgericht, en wel de molen die in 1619 te Sint-Kruis was opgericht, maar die door tempeest ende storm van wynd was omgewaaid. Deze staakmolen heeft lang standgehouden, maar in 1890 werd ze dan toch gekenmerkt als moulin en partie démoli, gedeeltelijk vervallen dus. In 1891 werd hij vervangen door een stenen molen.
Na de Tweede Wereldoorlog werd de molen buiten bedrijf gesteld. In 1958 verloor de molen het wiekenkruis en in 1963 werd het binnenwerk door brand verwoest. De uitgebrande romp bleef staan tot 2003, toen deze werd hersteld en van een plat dak voorzien.
- Inventaris van het Bouwkundig Erfgoed (Vlaanderen): 71852